# Туртерон
Туртеро́н (фр. Tourteron) — коммуна во Франции, находится в регионе Шампань — Арденны. Департамент — Арденны. Административный центр кантона Туртерон. Округ коммуны — Вузье.
Код INSEE коммуны — 08458.
Коммуна расположена приблизительно в 185 км к северо-востоку от Парижа, в 70 км севернее Шалон-ан-Шампани, в 27 км к югу от Шарлевиль-Мезьера.

## Население
Население коммуны на 2008 год составляло 172 человека.
| 1962 | 1968 | 1975 | 1982 | 1990 | 1999 | 2008 |
| ---- | ---- | ---- | ---- | ---- | ---- | ---- |
| 214  | 245  | 207  | 189  | 187  | 186  | 172  |

## Экономика
В 2007 году среди 114 человек в трудоспособном возрасте (15—64 лет) 87 были экономически активными, 27 — неактивными (показатель активности — 76,3 %, в 1999 году было 65,0 %). Из 87 активных работали 72 человека (40 мужчин и 32 женщины), безработных было 15 (7 мужчин и 8 женщин). Среди 27 неактивных 6 человек были учениками или студентами, 8 — пенсионерами, 13 были неактивными по другим причинам.

## Достопримечательности
- Церковь Сен-Брис[фр.] (XIII век). Памятник истории с 1913 года.[3]
- Три придорожных креста (XVII век). Памятник истории с 1972 года.[4]
- Крытый рынок (XVI век), построенный Франциском I для проведения двух ежегодных ярмарок.
- Прачечная (XVIII век).

## Фотогалерея
- Церковь Сен-Брис
- Три придорожных креста
- Крытый рынок
- Памятник погибшим в Первой мировой войне